# Preparatyka chemiczna
Preparatyka chemiczna – dział chemii obejmujący szczegółowe opisy metod laboratoryjnego otrzymywania związków chemicznych lub preparatów chemicznych (mieszanin związków), w tym opisy stosowanych reakcji chemicznych (na przykład syntez organicznych), przyrządów laboratoryjnych oraz metod wyodrębniania pożądanych produktów z mieszanin zawierających nieprzereagowane substraty i oczyszczania tych produktów (na przykład przez destylację, ekstrakcję, adsorpcję, krystalizację i rekrystalizację, resublimację, chromatografię preparatywną). 
Istnieją dwa działy preparatyki chemicznej: 
- preparatyka nieorganiczna
- preparatyka organiczna.